# Red Hot Chili Peppers
Red Hot Chili Peppers és un grup de rock alternatiu format a Los Angeles (Califòrnia), el 1983. Els membres actuals de la banda són el cantant Anthony Kiedis, el guitarrista John Frusciante, el baixista Michael "Flea" Balzary, i el bateria Chad Smith. Tenen un estil musical variat que barreja rock tradicional amb elements d'altres gèneres com funk, funk rock, punk funk i rock psicodèlic.
Inicialment, els membres de la banda eren Kiedis, Flea, el guitarrista Hillel Slovak i el bateria Jack Irons. Slovak va morir de sobredosi d'heroïna el 1988, i va fer que Irons marxés. Irons va ser substituït per l'antic bateria de Dead Kennedys D. H. Peligro abans que la banda trobés un substitut permanent, mentre que Slovak va ser substituït pel guitarrista John Frusciante. Aquesta formació va gravar el quart i el cinquè àlbum, Mother's Milk (1989) i Blood Sugar Sex Magik (1991).
Els Red Hot Chili Peppers han guanyat set Premis Grammy i ha venut uns cinquanta milions de còpies arreu del món. El 2011 van ser escollits per a entrar al Rock and Roll Hall of Fame.

## Història[calcitació]
El nucli del grup va ser format a l'institut Fairfax High School sota el nom d'Anthym, amb el xilè Alain Johannes com a vocalista. Anthony Kiedis solia ser el seu presentador i "hypeman". El febrer de 1983, Gary Allen, del grup Neighbour's, va demanar al seu amic Kiedis que els fes de teloner amb els seus amics.
Influenciats per grups de Nova York com Defunkt o Grandmaster Flash & The Furious Five, van formar un grup per a l'ocasió anomenat "Tony Flow and the Miraculously Majestic Masters of Mayhem. El rendiment del grup en viu va ésser tan bo que els van demanar de repetir la setmana següent. Degut a aquest èxit sobtat, van decidir de canviar-se el nom a Red Hot Chili Peppers, ja que aquest era més còmode.
Van seguir tocant a diferents clubs i cabarets de Los Ángeles com el Kit Kat Club. És llavors que comencen a fer-se famosos per les seves actuacions en que apareixien completament despullats, amb només un mitjó en els genitals (Sock on Cock). Sis de les cançons que van tocar en aquells shows van ser gravades en el seu primer demo.

### The Red Hot Chili Peppers(1984)
Uns mesos després de la seva primera actuació, van firmar contacte amb la discogràfica EMI. Dues setmanes abans no obstant, el grup What Is This? havia obtingut contracte amb MCA, pel que Slovak i Irons, qui formaven part del grup, van haver d'abandonar RHCP. Kiedis i Flea van decidir buscar nous membres. Cliff Martínez, conegut de Flea al grup The Weirdos, va demanar unir-se al grup poc després. També se'ls hi ajuntaría més tard Jack Sherman, el "rei pirata".
Andy Gill, guitarrista de Gang of Four i pioner també de la incorporació del funk al punk, va ésser contractat per a produir el primer àlbum. Tot i els dubtes de Kiedis i Flea, ell els va convèncer a tocar música més viable comercialment. Originalment Kiedis volia anomenar al disc True men don't kill coyotes, però la companyia insistí en que el títol fos The Red Hot Chili Peppers, al que al final el grup va accedir. Aquest va ser un fracàs comercial, venent només 500.000 unitats i amb poc reconeixement. Tot i que la següent gira va anar una mica millor, la relació entre Kiedis i Sherman era cada cop més tensa, fins que el segon va ser acomiadat. Slovak va tornar al grup poc després, al estar fart de What Is This?

### Freaky Styley(1985)
Per al segon disc, Kiedis i Flea van escollir George Clinton, líder de Parliment i Funkadelic, perquè el produïs.
Aquest es va enregistrar a l’estudi de Detroit United Sound Systems, famós per les seves produccions de R&B i funk. Clinton va combinar diversos elements del punk i el funk, incorporant així una gran varietat a la seva música. A la cançó "Hollywood" (versió del tema "Africa" de The Meters) hi participa el saxofonista Maceo Parker, qui havia gravat per al pare del funk James Brown.
El 16 d'agost de 1985 es va publicar Freaky Styley, que va augmentar una mica les vendes de l'anterior (650.000 còpies), però no va arribar a cap llista, tot i comptar amb la producció d'una llegenda com el "Dr. Funkenstein" 
Tot i això, aquest nou àlbum els va permetre participar en l'important festival alemany Rockplast 85, a més d'aparèixer tocant ell tema "Blackeyed Blonde" en una escena de la pel·lícula Trashin del director David Winters.
El 1986 van compondre per a la pel·lícula Tough Guys el tema "Set It Straight". A l'escena final de la pel·lícula s'hi pot veure el grup (Anthony Kiedis, Flea, Hilel Slovak i Cliff Martínez) tocant part d'aquest tema. El mateix any van col·laborar també en el tema "Reputation", per a l'àlbum d'Andre Foxxe I'm Funk And I'm Proud.

## Membres

### Actualment
- Anthony Kiedis (veu i guitar) (1983-present)
- Michael "Flea" Balzary (baix, trompeta piano i veu) (1983-present)
- Chad Smith (bateria) (1988-present)
- John Frusciante (1988-1992 / 1998-2009 / 2019-present)

### Membres anteriors

#### Guitarristes
- Hillel Slovak (1983-1984 / 1985-1988)
- Jack Sherman (1984)
- DeWayne "Blackbyrd" McKnight (1988)
- John Frusciante (1988-1992 / 1998-2009)
- Arik Marshall (1992-1993)
- Jesse Tobias (1993)
- Dave Navarro (1993-1998)
- Josh Klinghoffer (guitarra, piano, baix i cors) (2011-2019)

#### Bateristes
- Jack Irons (1983-1984 / 1986-1988)
- Cliff Martínez (1984-1986)
- D.H. Peligro (1988)

## Discografia
- The Red Hot Chili Peppers (1984)
- Freaky Styley (1985)
- The Uplift Mofo Party Plan (1987)
- The Abbey Road EP (1988)
- Mother's Milk (1989)
- Blood Sugar Sex Magik (1991)
- What Hits!? (1992)
- Out in L.A. (1994)
- Live Rare Remix Box (1994)
- One Hot Minute (1995)
- Under the Covers (1998)
- Maximum Chili Peppers (1999)
- Californication (1999)
- By the Way (2002)
- Greatest Hits (2003)
- Live in Hyde Park (2004)
- Stadium Arcadium (2006)
- I'm with You (2011)
- The Getaway (2016)
- Unlimited Love (2022)
- Return of the Dream Canteen (2022)

## Distincions obtingudes
- Under The Bridge guanya el "Viewer's Choice" dels MTV Video Music Awards (1992)
- Give It Away guanya el "Breakthrough Video" de los MTV Video Music Awards (1992)
- Give It Away guanya el "Best Art Direction" (Nick Goodman) dels MTV Video Music Awards (1992)
- Give It Away guanya el "Best Hard Rock Performance" dels Grammy Award (1993)
- La revista "guitar and bass" nombra a Flea com millor baxista de l'any (1996)
- Scar Tissue guanya un reconeixement especial en els Billboard Music Awards per ser la cançó amb més setmanes en el top de les "Modern Rock Tracks" (1999)
- Guanyen un American Music Awards por "Favorite Alternative Artist" (2000)
- Scar Tissue guanya en "Best Rock Song" de los Grammy Award (2000)
- Flea gana un California Music Award per ser escollit com un "Outstanding Bassist" (2000)
- Californication guanya el premi "Best Direction" de les MTV Video Music Awards (2000)
- Californication guanya també com a "Best Art Direction" de les MTV Video Music Awards (2000)
- Californication guanya també un MuchMusic Video Award al "Best International Video" (2000)
- Californication obté el Billboard Music Video Award al "Best Modern Rock Clip of the Year" (2000)
- Guanyen com "Best Rock Act" en los MTV Europe Music Awards (2000)
- Californication és escollit com el "Pushing the Envelope Video" en los My VH1 Awards (2000)
- El disc Californication obté el reconeixement de ser un "Must-Have Álbum" en els My VH1 Awards (2000)
- Guanyen com "Millor artista rock internacional" en els Latin American MTV Video Music Awards (2002)
- Guanyen com "Best Live Act " en els MTV Europe Music Awards (2002)
- Guanyen com "Best Rock Act" en els MTV Europe Music Awards (2002)
- Guanyen com "Best International Group" en els Brit Awards (2003)
- Guanyen com "Best Art Direction In A Video" en els MTV Video Music Awards (2006)
- El disc Stadium Arcadium obté el reconeixement "Best Álbum" en els MTV Europe Music Awards (2006)
- Guanyen com "Favorite Band, Duo or Group" en el gènere "Pop/Rock" en els American Music Awards (2006)
- Guanyen com "Favorite Artist" en el gènere "Alternative Music" en els American Music Awards (2006)
- Guanyen el premi a millor àlbum de rock per "Stadium Arcadium" en els Grammy (2007)
- Guanyen el premi a millor cançó rock per "Dani California" en els Grammy (2007)

Nominacions
- 2000: Grammy al millor àlbum de rock
- 2007: Grammy a l'àlbum de l'any
- 2012: Grammy al millor àlbum de rock